# ألفريد بيرسي سينيت
ألفريد بيرسي سينيت (بالإنجليزية: Alfred Percy Sinnett)‏، (18 يناير 1840 - 26 يونيو 1921) كان مؤلفًا وثيوصوفيًا إنجليزيًا.

## سيرته
ولد سينيت في لندن. توفي والده وهو صغير، حيث تم إدراج سينيت في عام 1851 كـ"باحث - جامعة لندن"، ويعيش مع والدته جين سينيت، وهي مؤلفة ومترجمة، والتي تم إدراجها كأرملة ومهنتها مدرجة على أنها "الأدب الدوري"؛ وكانت أخته الكبرى صوفيا، البالغة من العمر 22 عامًا، تعمل معلمة. وكانت سارة، شقيقة جين، تبلغ من العمر 48 عامًا، تعمل أيضًا كمعلمة.
في عام 1870 تزوج سينيت من زوجته بيشنس، ربما في منطقة لندن. تم إدراجه في تعداد إنجلترا عام 1871 عن عمر يناهز 31 عامًا، كصحفي، ولد في ميدلسكس. زوجته بيشنس تبلغ من العمر 27 عامًا، وتعيش والدتها كلاريسا إيدينسون، "مالكة الأرض"، معهما.
بحلول عام 1879، انتقل سينيت إلى الهند حيث كان "... محررًا لصحيفة (The Pioneer)، الصحيفة الإنجليزية اليومية الرائدة في الهند..." ويروي في كتابه "العالم السري" ما يلي: "...في المناسبة الأولى التي تعرفت فيها على مدام بلافاتسكي، أصبحت ضيفة في منزلي في الله أباد وبقيت هناك لمدة ستة أسابيع...". بحلول عام 1884، عاد سينيت إلى إنجلترا، حيث ذكر كونستانس واشتميستر في ذلك العام أنه التقى بلافاتسكي في منزل عائلة سينيت في لندن. باستخدام "الاستبصار النجمي" ساعد ليدبيتر ويليام سكوت إليوت في كتابة كتابه قصة أتلانتس، والذي كتب سينيت مقدمته. أصبح سينيت فيما بعد رئيسًا لمحفل لندن للجمعية. بحلول عام 1901 تم إدراج سينيت كمؤلف. ابنه بيرسي مدرج أيضًا كمؤلف وولد في الهند.

## أعماله
- The Occult World (London: Trubner and Company, 1881)
- Esoteric Buddhism (London: Trubner and Company, 1883). Describes the concept of Root race, later adopted by Madame Blavatsky.
- Karma: A Novel (London: Chapman & Hall, 1885)
- Incidents in the Life of Madame Blavatsky: Compiled from Information Supplied by Her Relatives and Friends (1886)
- The Rationale of Mesmerism (Boston, Houghton, Mifflin and Company, 1892)
- The Growth of the Soul (Theosophical Publishing Society, London and Benares, 1896, 1905)]
- Occult Essays (Theosophical Publishing Society, London and Benares, 1905)
- Married by Degrees; A Play in 3 Acts (London, 1911)
- In the Next World: Actual Narratives of Personal Experiences by Some Who Have Passed On (Theosophical Publishing Society, London, 1914)
- The Spiritual Powers and the War (Theosophical Publishing Society, London, 1915)
- Unseen Aspects of the War: Two Articles by A.P. Sinnett (Theosophical Publishing Society, London, 1916)
- Super-Physical Science (Theosophical Publishing Society, London, 1919)
- Tennyson an Occultist, As His Writings Prove (Theosophical Publishing Society, London, 1920)
- The Early Days of Theosophy in Europe (Theosophical Publishing Society, London, 1922) (posthumous)

### الأدبية
- Autobiography of Alfred Percy Sinnett, Theosophical History Centre Publications, London 1986 (ردمك 0-948753-02-1)

### الرسائل
- Helena P. Blavatsky: The letters of H. P. Blavatsky to A. P. Sinnett and other miscellaneous letters, London 1925
- A. Trevor Barker. The Mahatma Letters to A.P. Sinnett London 1926 ((ردمك 1-55700-086-7))